# Международный пиратский день
Международный день «Говори как пират» (англ. International Talk Like a Pirate Day) — неофициальный пиратский праздник, который отмечается ежегодно, 19 сентября, начиная с 1995 года.

## История и описание праздника
По-английски название праздника звучит как «International Talk Like A Pirate Day», что в буквальном смысле означает — «международный день, в течение которого нужно разговаривать как пират». Там, где проводится этот праздник, всё чаще можно слышать вместо привычного «Hello» пиратское «Ahoy, matey!». (Проводится 23 января, 6 июня, 19 сентября)
Родиной международного пиратского праздника является американский город Олбани в штате Орегон. Именно там проживали Джон Баур (англ. John Baur) и Марк Саммерс (англ. Mark Summers), которые 6 июня 1995 года ради шутки затеяли разговор, используя пиратский сленг. Друзьям это показалось забавным и им пришла в голову идея: «А почему бы не проводить ежегодно День пиратов, когда люди могли бы говорить, используя пиратский сленг, носить оружие и пиратский прикид, устраивать соревнования по стрельбе и т. п.?». Так появилась на свет концепция «пиратского» праздника. Причём идея пришла в тот момент, когда товарищи играли в ракетбол, и один из них, получив травму, выкрикнул пиратское «Aaarrr!». И хотя произошло это 6 июня, отмечать праздник решили в день рождения бывшей жены Саммерса.
Празднование проходило достаточно скромно: Джон Баур («Ol' Chumbucket») и Марк Саммерс («Cap’n Slappy») подключили несколько друзей и ради развлечения жителей приморского города стали проводить всевозможные мероприятия с пиратской тематикой. Возможно так бы происходило и по сей день, но в 2002 году об этом празднике написал известный американский публицист, лауреат Пулитцеровской премии Дэйв Барри, а следом за ним к празднику проявили интерес ряд крупных американских и иностранных газет. Праздник обрёл популярность, и, как следствие, появились спонсоры, а за ними и размах. Тогда Джон Баур и Марк Саммерс задумались, о том, чтобы сделать пиратский карнавал международным событием.
В 2006 году снялись в телешоу Wife Swap на телеканале «ABC», что ещё больше способствовало популяризации праздника. В шоу также приняла участие жена Джона Баура Тори. В Международный пиратский день зрители в кинотеатрах смотрят серии фильма Пираты Карибского моря с Джонни Деппом и Джеффри Рашем в главных ролях.
В России Международный пиратский день официально (то есть с анонсом на официальном сайте) отмечается в Москве в пабе «Грэйс О’Мэлли» с 2014 года.